# Bahnstrecke Neumark–Greiz
| |                         |                                |                                |
| Streckennummer: | 6655; sä. NG            |                                |                                |
| Kursbuchstrecke (DB): | 543 (1997)              |                                |                                |
| Kursbuchstrecke: | 144m (1934) 172g (1946) |                                |                                |
| Streckenlänge: | 13,825 km               |                                |                                |
| Spurweite: | 1435 mm (Normalspur)    |                                |                                |
| Maximale Neigung: | 17 ‰                    |                                |                                |
| Minimaler Radius: | 227 m                   |                                |                                |
| |                         |                                |                                |
| \| \| \| von Leipzig Bayer Bf \| \| \| \| 0,000 \| Neumark (Sachs) \| 374 m \| \| \| \| nach Hof Hbf \| \| \| \| 2,014 \| Brunn (Sachs) (ehem. Bf) \| 395 m \| \| \| \| Landesgrenze Sachsen–Thüringen \| \| \| \| 6,719 \| Mohlsdorf \| 333 m \| \| \| 11,717 \| Greiz Aubachtal (ehem. Bf) \| 286 m \| \| \| 12,059 \| Hainbergtunnel (240 m) \| Hainbergtunnel (240 m) \| \| \| 12,911 \| Weiße Elster (100 m) \| Weiße Elster (100 m) \| \| \| 13,041 \| EÜ Elsterplatz (14 m) \| EÜ Elsterplatz (14 m) \| \| \| \| von Weischlitz \| \| \| \| 13,825 \| Greiz \| 261 m \| \| \| \| nach Wolfsgefährth (Gera Süd) \| \| |                         |                                |                                |
| Strecke |                         | von Leipzig Bayer Bf           | von Leipzig Bayer Bf           |
| Bahnhof | 0,000                   | Neumark (Sachs)                | 374 m                          |
| Abzweig ehemals geradeaus und nach links |                         | nach Hof Hbf                   | nach Hof Hbf                   |
| Haltepunkt / Haltestelle (Strecke außer Betrieb) | 2,014                   | Brunn (Sachs) (ehem. Bf)       | 395 m                          |
| Grenze (Strecke außer Betrieb) |                         | Landesgrenze Sachsen–Thüringen | Landesgrenze Sachsen–Thüringen |
| Bahnhof (Strecke außer Betrieb) | 6,719                   | Mohlsdorf                      | 333 m                          |
| Haltepunkt / Haltestelle (Strecke außer Betrieb) | 11,717                  | Greiz Aubachtal (ehem. Bf)     | 286 m                          |
| Tunnel (Strecke außer Betrieb) | 12,059                  | Hainbergtunnel (240 m)         | Hainbergtunnel (240 m)         |
| Brücke über Wasserlauf (Strecke außer Betrieb) | 12,911                  | Weiße Elster (100 m)           | Weiße Elster (100 m)           |
| Brücke (Strecke außer Betrieb) | 13,041                  | EÜ Elsterplatz (14 m)          | EÜ Elsterplatz (14 m)          |
| Abzweig ehemals geradeaus und von links |                         | von Weischlitz                 | von Weischlitz                 |
| Bahnhof | 13,825                  | Greiz                          | 261 m                          |
| Strecke |                         | nach Wolfsgefährth (Gera Süd)  | nach Wolfsgefährth (Gera Süd)  |

Die Bahnstrecke Neumark–Greiz war eine Nebenbahn (anfangs Hauptbahn) in Sachsen und Thüringen, welche einst von der privaten Greiz-Brunner Eisenbahn-Gesellschaft erbaut wurde. Sie verlief von Neumark im sächsischen Vogtland ins thüringische Greiz. Die Strecke wurde im Jahre 1999 stillgelegt.

## Geschichte

### Vorgeschichte

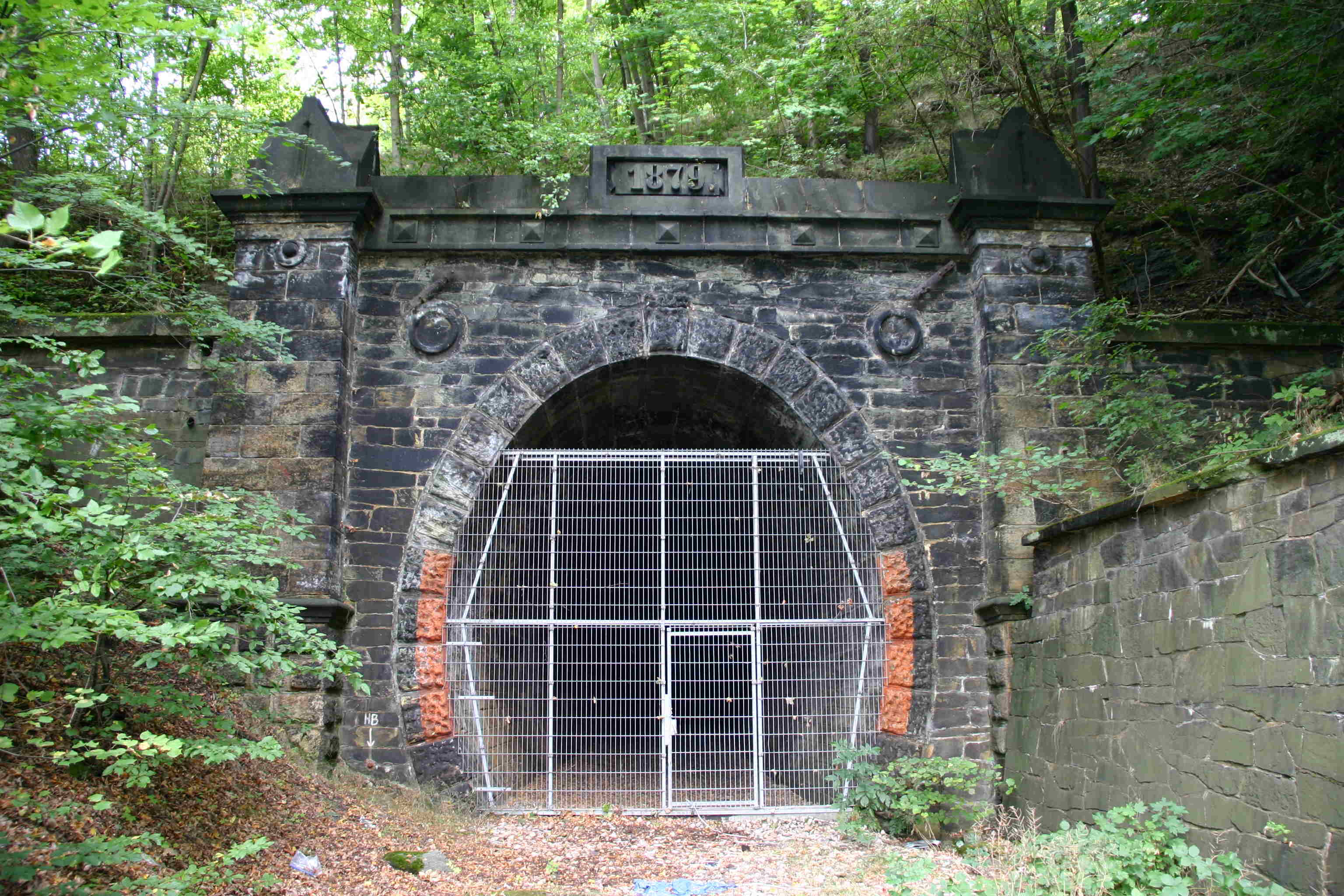
Westliches Portal des Hainbergtunnels

Schon um 1839 hatten sich die Greizer Fabrikanten um einen Anschluss an die seinerzeit projektierte Sächsisch-Bayerische Eisenbahn bemüht. Letztlich wurde diese Strecke gänzlich über sächsisches Territorium geführt, obwohl eine Trassierung durch das Elstertal die großen Brücken im Vogtland entbehrlich gemacht hätte. Sachsen hatte auch später kein Interesse an einer Eisenbahn im Elstertal, da man keine Konkurrenz zu den eigenen Strecken zulassen wollte.
1855 wurde in Greiz ein Eisenbahn-Bauverein ins Leben gerufen, um eine Anschlussbahn an die Sächsisch-Bayerische Eisenbahn zu errichten. Ein Staatsvertrag zwischen dem Fürstentum Reuß ältere Linie und dem Königreich Sachsen schuf am 3. November 1863 die Voraussetzungen für den Bahnbau. Am 30. Juni 1864 konstituierte sich die Greiz-Brunner Eisenbahn-Gesellschaft.

### Bau

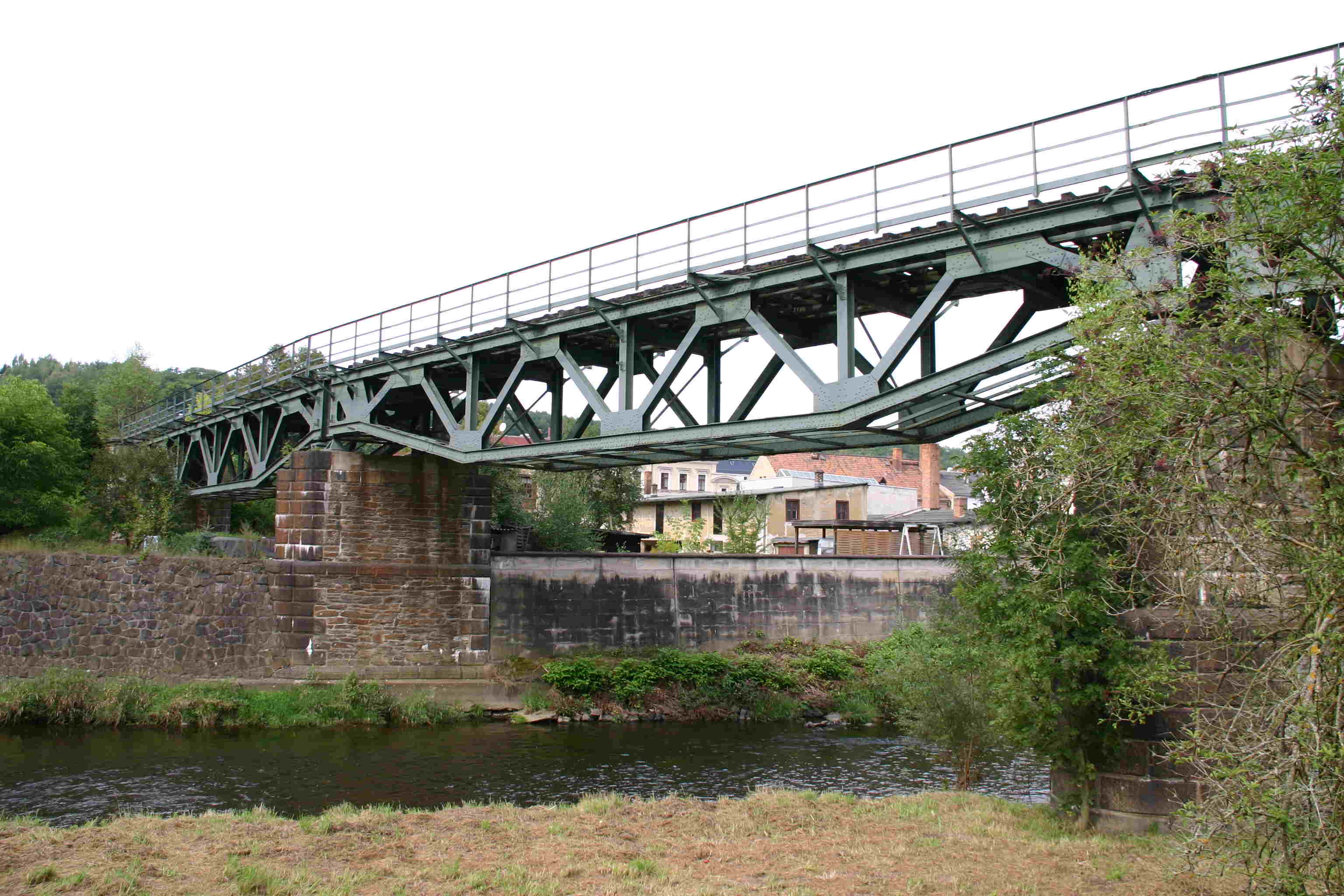
Brücke über die Weiße Elster

Am 17. September 1864 begannen die Bauarbeiten an der Trasse. Ausgangspunkt der neuen Strecke war der Bahnhof Neumark, von wo aus zunächst die Gleise der Sächsisch-Bayerische Eisenbahn mitbenutzt wurden. Bei der neu errichteten Haltestelle Brunn zweigte das Gleis aus der Hauptbahn ab, um dann im Aubachtal nach Greiz zu führen. Ihren Endpunkt besaß die Strecke zunächst im späteren Bahnhof Greiz Aubachtal. Die Bauarbeiten erfolgten recht schnell, so dass im Oktober 1865 die Strecke fertiggestellt war. Am 21. Oktober 1865 wurde die Strecke mit einem Festzug eröffnet; der regelmäßige Zugverkehr wurde am 23. Oktober 1865 aufgenommen.
Bereits am 1. Januar 1876 wurde die Greiz-Brunner Eisenbahn-Gesellschaft verstaatlicht, und die Strecke Neumark–Greiz gehörte nun zum Netz der Königlich Sächsischen Staatseisenbahnen. Unmittelbar darauf begannen die Bauarbeiten an der kurzen Verbindungsbahn zur Elstertalbahn. Direkt nach dem bisherigen Bahnhof in Greiz musste ein über 200 Meter langer Tunnel ausgebrochen werden, um die Strecke von Süden kommend in den an der Elstertalbahn gelegenen Bahnhof Greiz einbinden zu können. Am 15. Oktober 1879 wurde die zwei Kilometer lange Verbindungsbahn in Betrieb genommen.
Als letzte Streckenerweiterung erhielt die NG-Linie ein eigenes Gleis zwischen Neumark und Brunn, welches am 19. Mai 1886 in Betrieb genommen wurde.
1924 wurde diese bisherige Hauptbahn zu einer Nebenbahn heruntergestuft. 
Am 14. April 1945 sprengten Wehrmacht-Soldaten die Eisenbahnbrücke, als US-Truppen sich Greiz näherten. Der Bahnbetrieb zwischen Greiz und Greiz Aubachtal war ab dem 28. September 1945 wieder möglich.

### Stilllegung und Nachnutzung

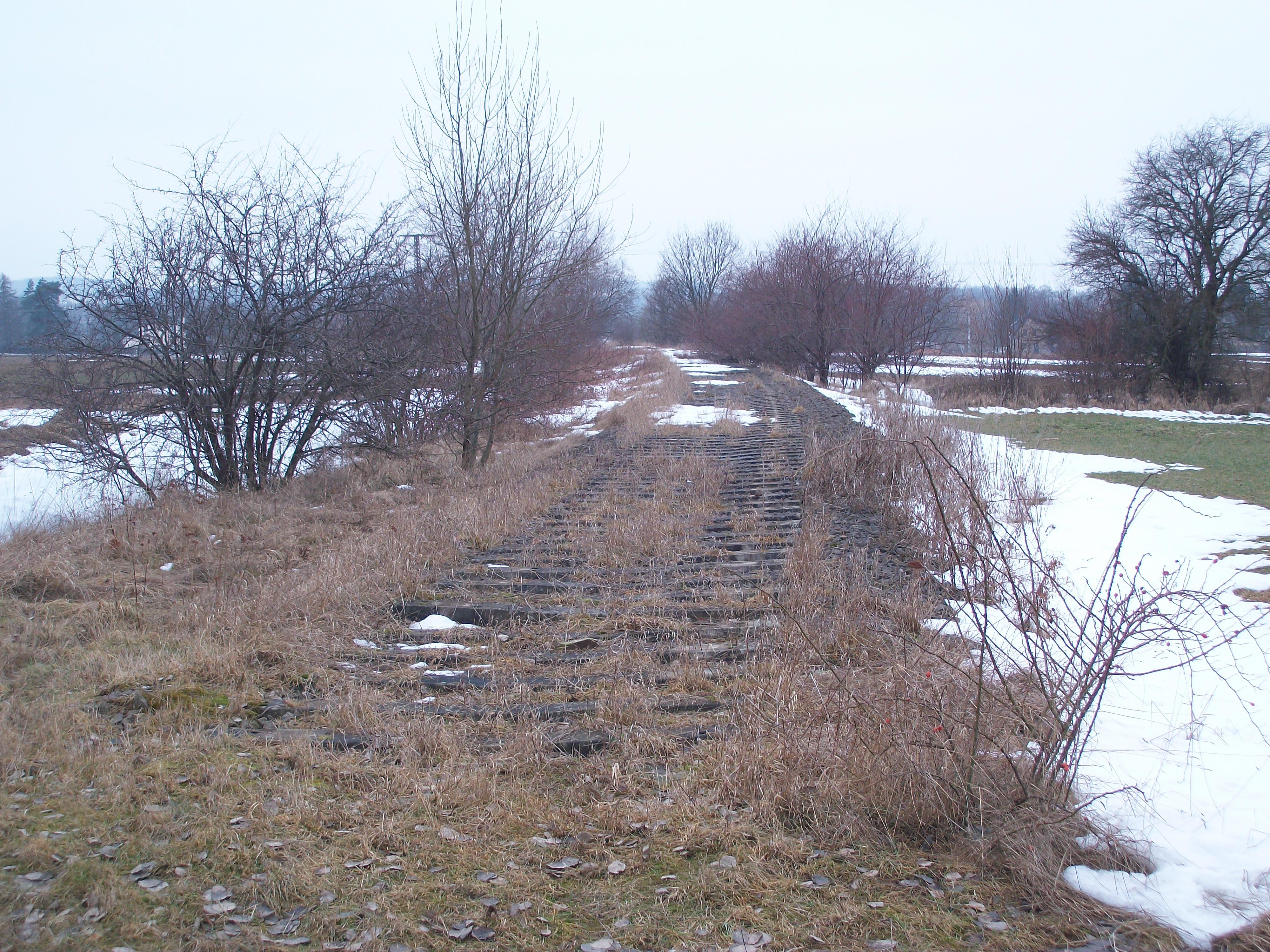
Ehemaliger Bahndamm bei Brunn (Sachs)

Nach der politischen Wende 1989/1990 nahm die Zahl der Reisenden in den Zügen immer mehr ab. Der Personenverkehr wurde schließlich zum Fahrplanwechsel am 31. Mai 1997 eingestellt; der Güterverkehr ruhte bereits seit dem Jahresende 1995. Die Gesamtstilllegung erfolgte dann am 28. Februar 1999. Wenig später wurde im Zusammenhang mit dem Streckenausbau auf der Sachsen-Franken-Magistrale das Gleis zwischen Neumark und Brunn entfernt, um auf dem freien Planum Fahrleitungsmasten zu setzen.
Auf den meisten Abschnitten der Strecke wurden seit der Stilllegung die Gleise abgebaut. Seit 2019 wird der Abschnitt Greiz – Mohlsdorf zu einem Bahntrassenradweg umgestaltet.

## Streckenbeschreibung

### Betriebsstellen
Neumark (Sachs) ⊙

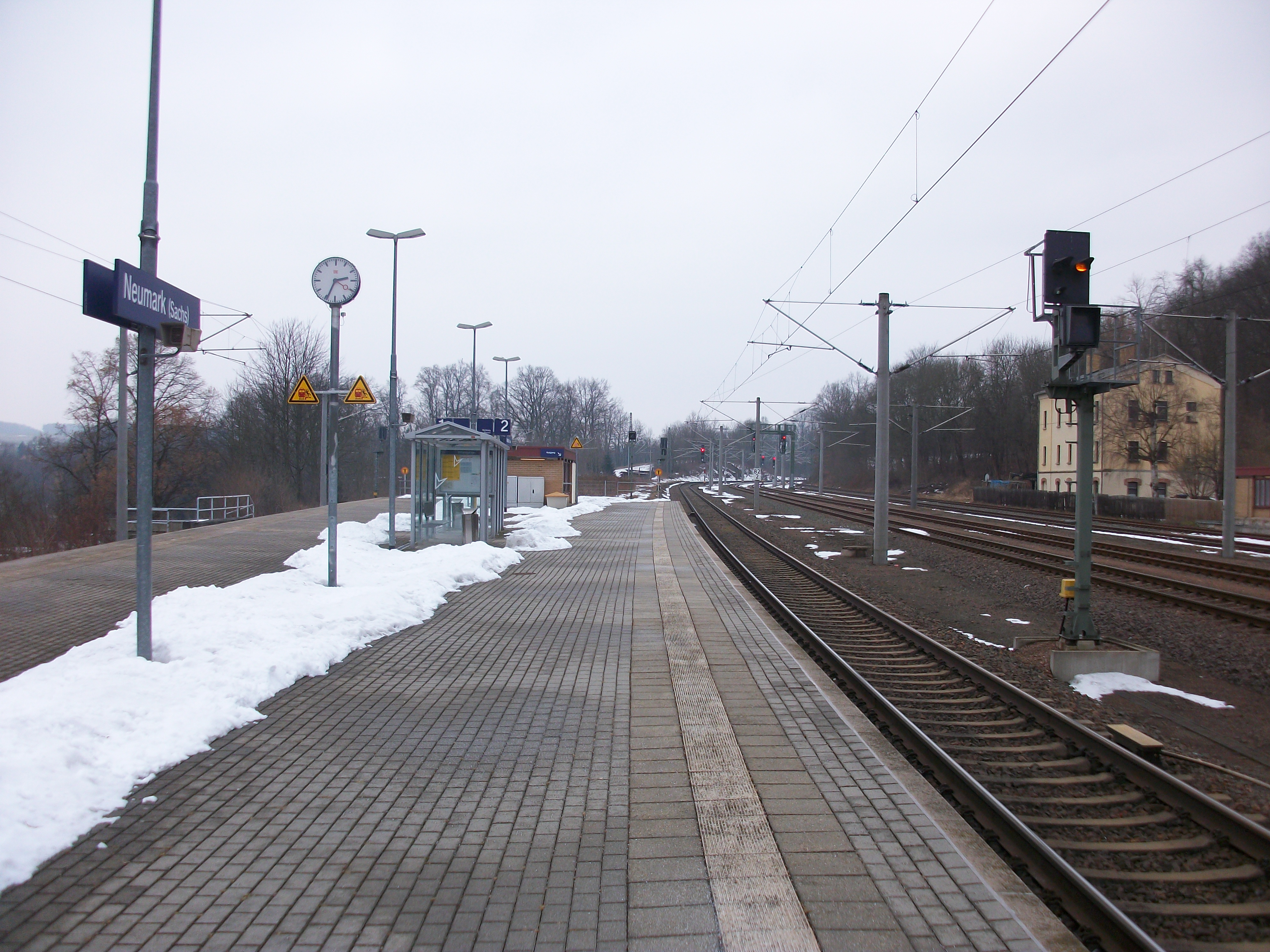
Bahnhof Neumark (Sachs) (2017)

Obwohl schon 1846 mit dem Abschnitt Werdau–Reichenbach der Bahnstrecke Leipzig–Hof eröffnet, erlangte Neumark (Sachs) erst mit Eröffnung der Bahnstrecke Neumark–Greiz der privaten Greiz-Brunner Eisenbahn-Gesellschaft im Jahr 1865 eine größere Bedeutung. Bis um 1900 wurde der Bahnhof mehrfach erweitert und blieb im Wesentlichen bis in die 1990er Jahre unverändert. Obwohl die Strecke nach Greiz 1999 stillgelegt wurde, hat der Bahnhof seine Bedeutung nicht komplett verloren, da die Vogtlandbahn hier 2000 ihre zentrale Reparaturwerkstatt eröffnete.
Brunn (Sachs) ⊙

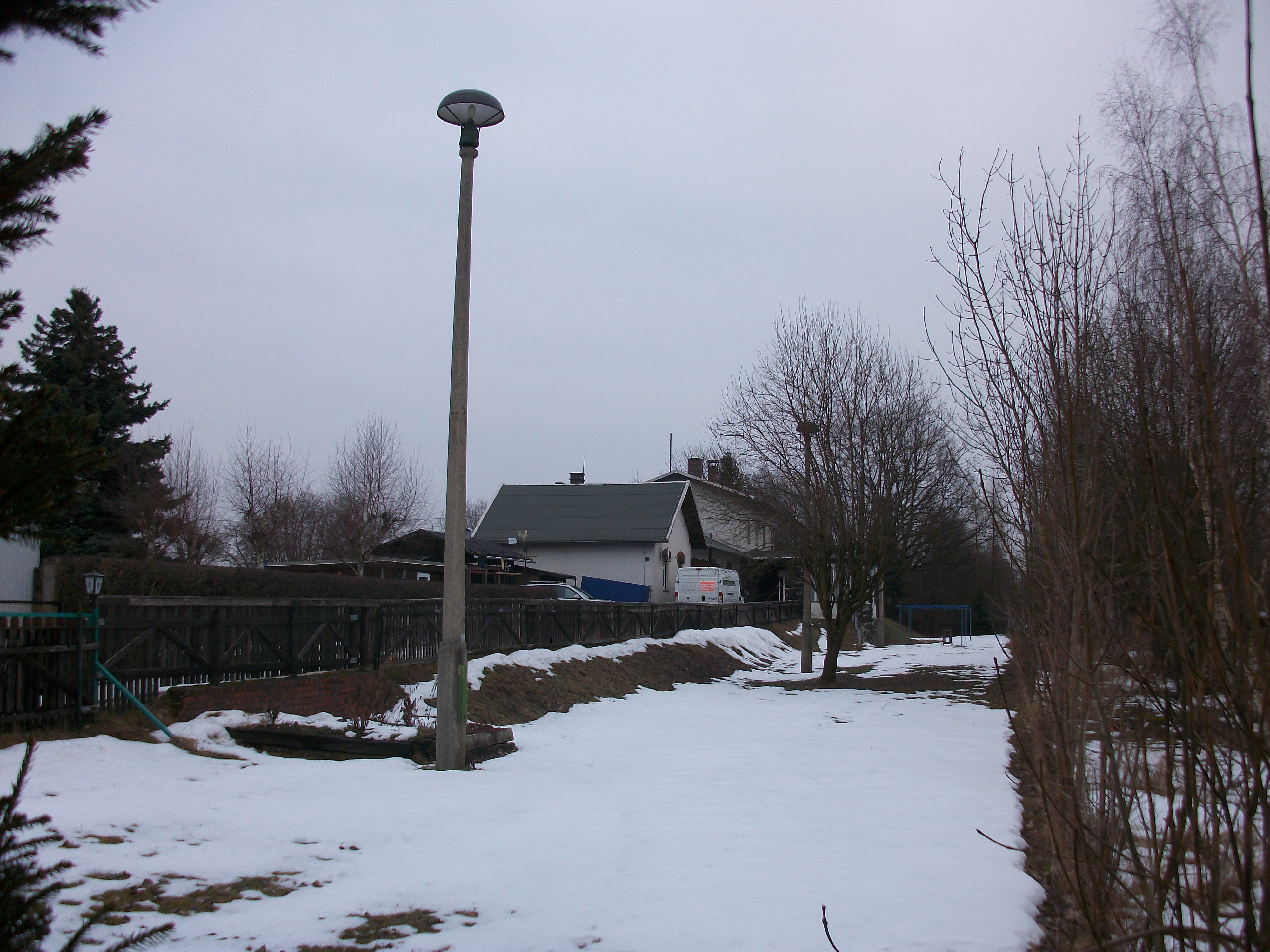
Haltepunkt Brunn (Sachs) (2017)

Die Haltestelle Brunn (Sachs) wurde am 19. Mai 1886 als Haltestelle Brunn eröffnet und 1905 zum Bahnhof gewidmet. 1922 erfolgte die Umbenennung in Brunn (Sachs). Nachdem die Station im Jahr 1952 zur Haltestelle zurückgestuft wurde, galt sie ab 1970 nur noch als Haltepunkt. Am 1. Juni 1997 ging die Station außer Betrieb. Obwohl sie nach dem Reichenbacher Ortsteil Brunn benannt ist, befand sie sich südlich des Neumarker Ortsteils Schönbach. Sie war in Richtung Greiz der letzte Halt in Sachsen. Am Standort am „Bahnhofsweg“ ist das Empfangsgebäude noch vorhanden. Es befindet sich in Privatbesitz. In Richtung Greiz sind die Schwellen noch vorhanden.
Mohlsdorf ⊙

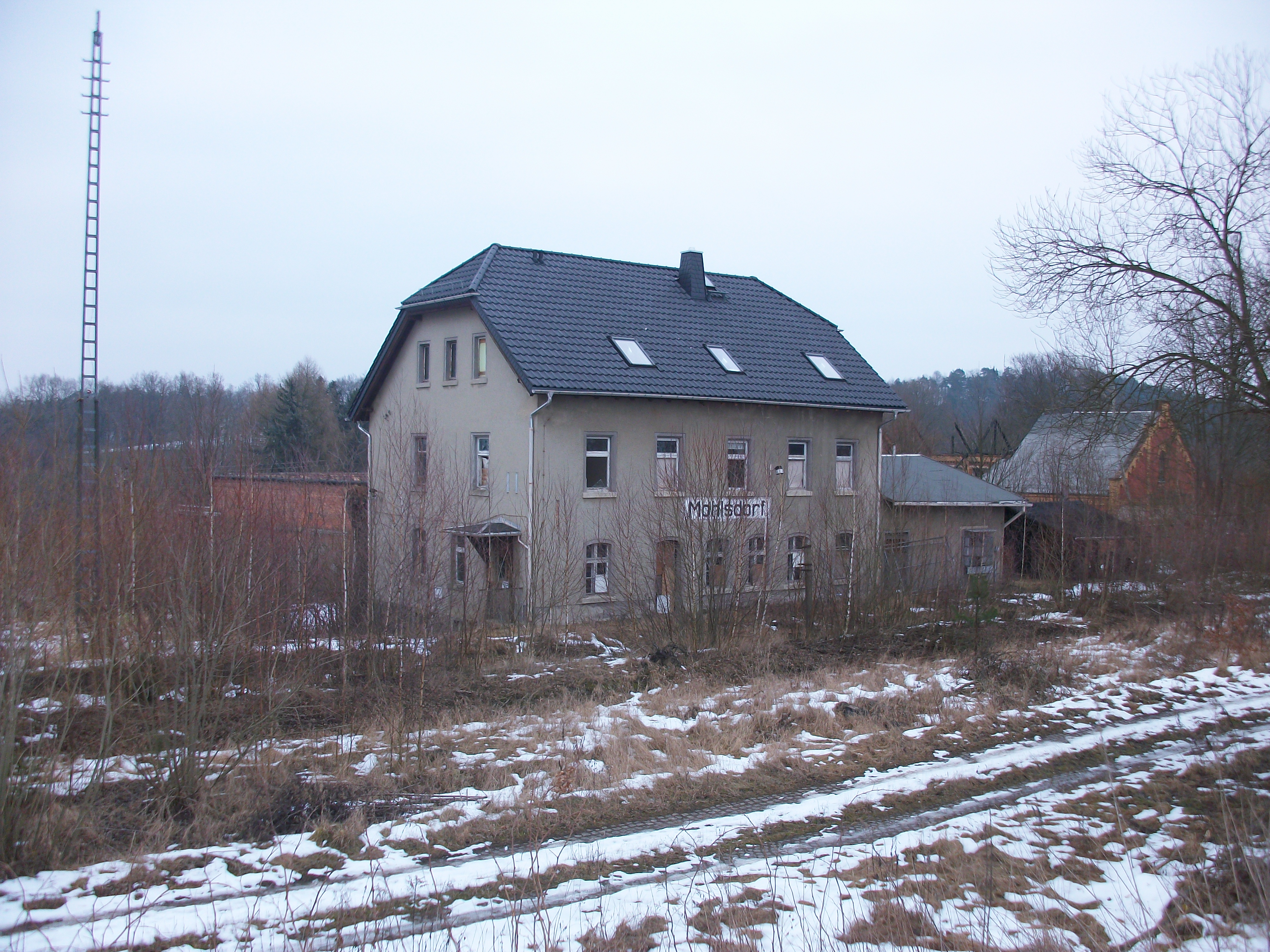
Bahnhof Mohlsdorf, Empfangsgebäude (2017)

Der Bahnhof Mohlsdorf wurde am 23. Oktober 1865 als Haltestelle eröffnet und 1905 zum Bahnhof geweiht. Er war der erste Halt der Strecke im Fürstentum Reuß bzw. in Thüringen. 1975 wurde der Güterschuppen abgerissen. Am 1. Juni 1997 ging die Station außer Betrieb. Am Standort an der „Bahnhofstraße“ im Süden von Mohlsdorf sind das Empfangsgebäude und die Wartehalle noch vorhanden, jedoch vom Verfall begriffen. Das Areal des Bahnhofs ist stark mit Gebüsch zugewachsen.
Greiz Aubachtal ⊙

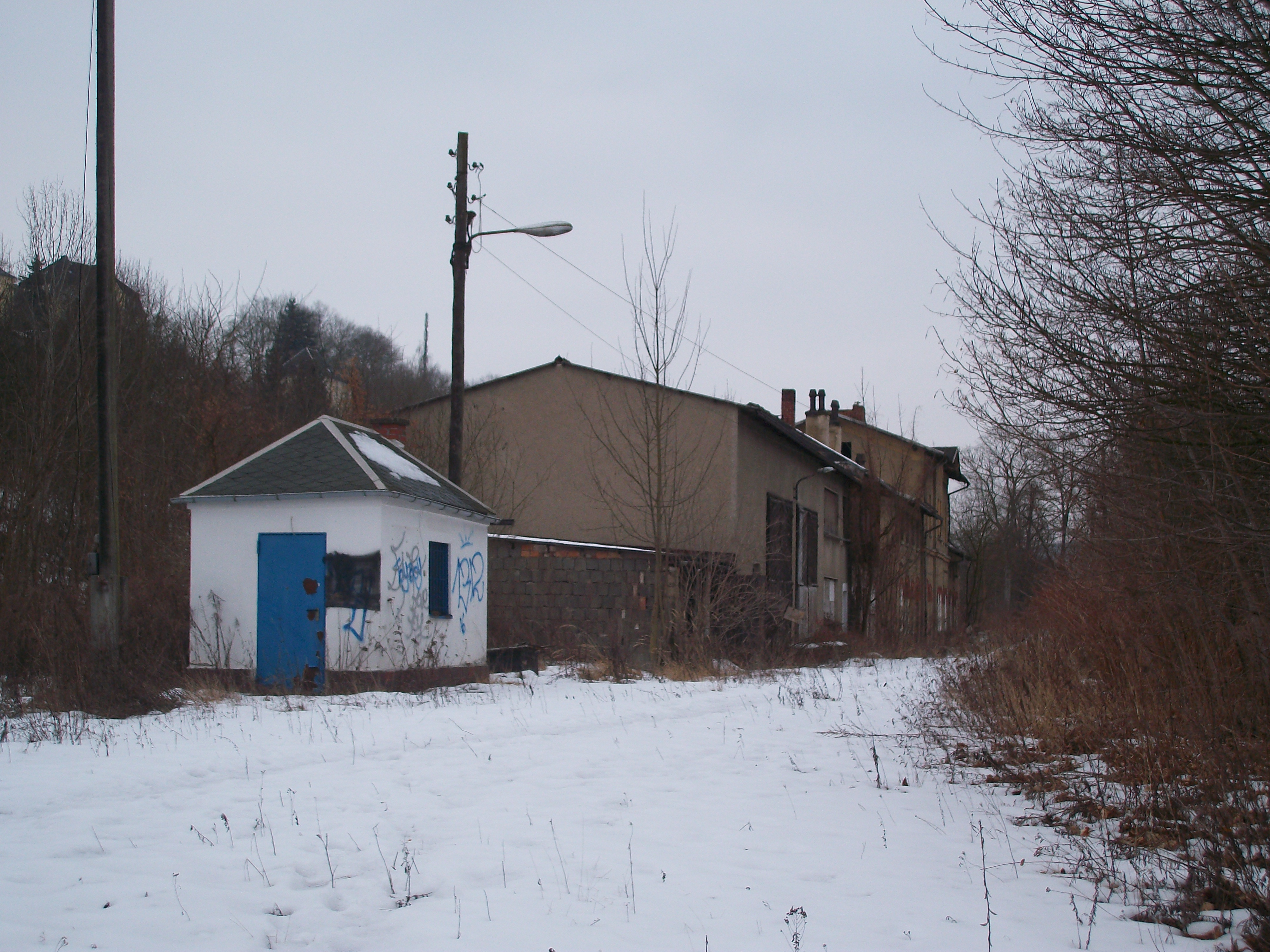
Bahnhof Greiz Aubachtal (2017)

Der Bahnhof Greiz Aubachtal wurde am 23. Oktober 1865 als Bahnhof Greiz eröffnet. Dadurch erhielt die Stadt Greiz Bahnanschluss. Nachdem Greiz im Jahr 1875 durch die Eröffnung der Bahnstrecke Gera Süd–Weischlitz einen zweiten Bahnhof erhielt, wurde die neue Station Greiz unt Bf und der Bahnhof Greiz als Greiz ob Bf bezeichnet. Ab 1886 ist die Station als Greiz Haltestelle und ab 1897 als Greiz-Aubachthal benannt. Die heutige Schreibweise ohne Bindestrich galt seit 1911. Nachdem die Station im Jahr 1905 offiziell zum Bahnhof erhoben wurde, erfolgte 1994 die Herabstufung zum Haltepunkt. Am 1. Juni 1997 ging sie außer Betrieb. Das Empfangsgebäude ist bis heute am Standort an der „Gerichtsstraße“ in Greiz erhalten. Gegenüber befindet sich das „City Center Greiz“.
Greiz ⊙

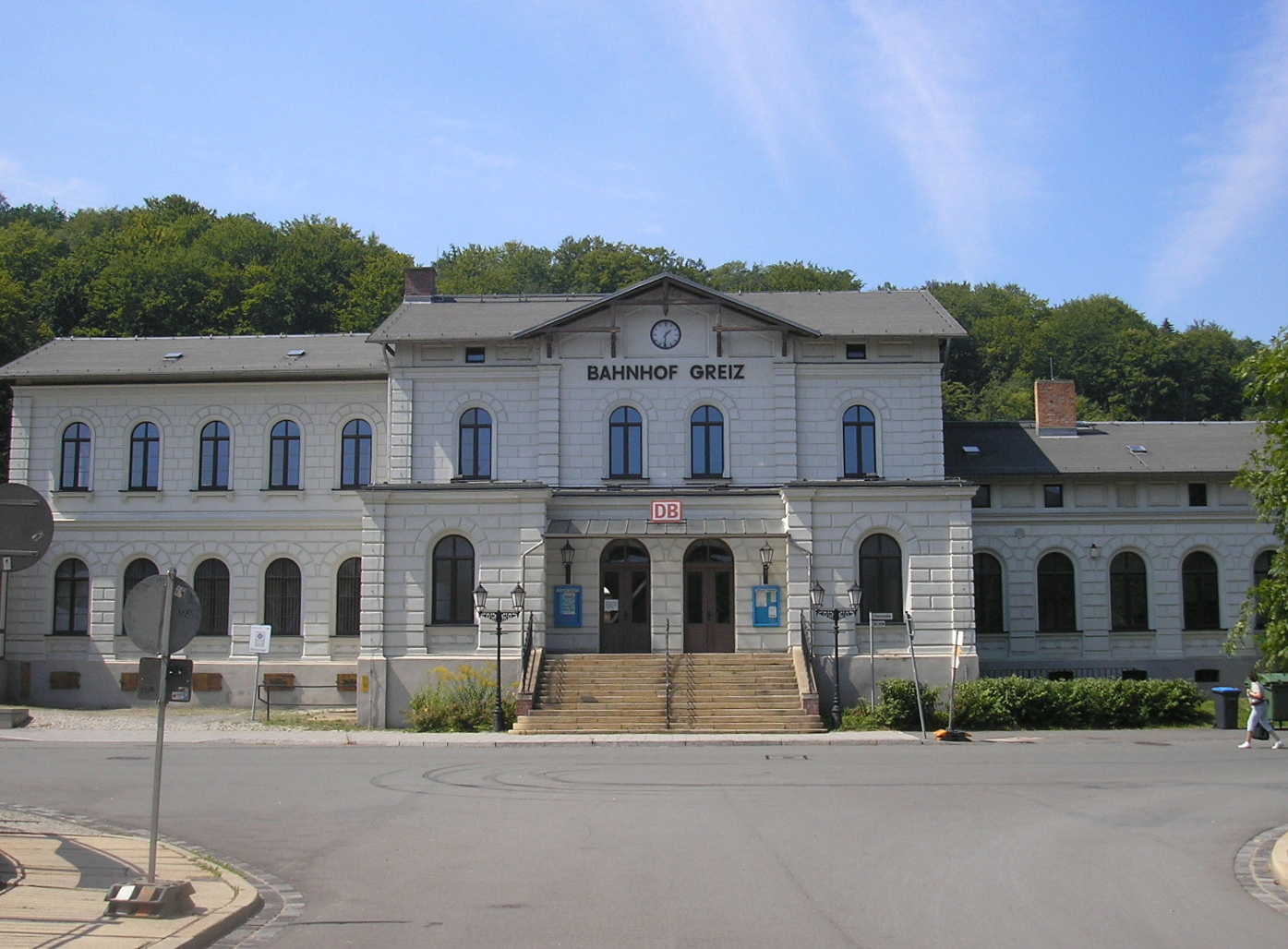
Empfangsgebäude des Bahnhofs Greiz

Der Bahnhof Greiz wurde am 17. Juli 1875 unter dem Namen Greiz unt Bf mit dem Abschnitt Wolfsgefärth–Greiz der Bahnstrecke Gera Süd–Weischlitz eröffnet. Bis zur Eröffnung des Abschnitts zum unteren Bahnhof in Plauen am 8. September 1875 war er Kopfbahnhof. Da Greiz Landeshauptstadt des Fürstentums Reuß älterer Linie war, wurde die Station zum zweitgrößten Bahnhof der Bahnstrecke ausgebaut. Nach dem Kauf der Bahnstrecke Neumark–Greiz der Greiz-Brunner Eisenbahn-Gesellschaft durch das Königreich Sachsen wurde diese Strecke im Jahr 1876 von Greiz ob Bf nach Greiz unt Bf verlängert, wodurch die Station ein Bahnknotenpunkt wurde. 1879 erhielt die Station den Namen Greiz Bahnhof und 1897 die Bezeichnung Greiz. Um 1880 und 1920 erfolgten bauliche Veränderungen.
Nachdem 1997 der Personenverkehr auf der Bahnstrecke nach Neumark eingestellt wurde, erfolgte 1999 die Stilllegung der Strecke. Seitdem ist der Greizer Bahnhof nur noch Durchgangsbahnhof. 2001 wurde der Güterschuppen abgerissen. Ihm folgten im Jahr 2015 der Kohlen- und Lokschuppen.